# Psychotria beyrichiana
Psychotria beyrichiana är en måreväxtart som beskrevs av Johannes Müller Argoviensis. Psychotria beyrichiana ingår i släktet Psychotria och familjen måreväxter. Inga underarter finns listade i Catalogue of Life.